# 自由降下
自由降下（じゆうこうか、英語: military free fall）は、パラシュートによる降下方法。高高度を飛ぶ飛行機やヘリコプターから、操縦性に優れた自由降下傘を用いて降下し、潜入する。空中機動作戦の際に本隊に先行する降下誘導部隊 (Pathfinder) 、あるいは特殊作戦の際の特殊部隊など、小部隊での作戦に用いられる。

## 概要
自由降下を行う場合、地上の敵軍から音も姿も捉えられないよう、航空機からの跳び出しは高度27,000フィート (8,200 m)以上で行われる。空挺部隊で標準的な自動開傘索方式では高度500–820フィート (150–250 m)程度で跳び出しを行うのに対し、このような高高度で跳び出しを行うと、低酸素・低気温など高度が人に与える影響が遥かに深刻になるため、酸素吸入が必要となるのを始めとして、装備も異なる部分が多い。
陸上自衛隊の場合、降下中に酸素マスクを装着できる専用のヘルメットを着用するほか（降下後に使用するための戦闘用ヘルメットも携行する）、背嚢も、一般隊員用とも空挺用とも異なるものを使用する。また89式5.56mm小銃も、折曲銃床式を使用する点では通常の空挺隊員と同様だが、布製のケースに収納するのではなく、脇部分にそのまま固定して降下する。パラシュートの形状も異なっており、自動開傘索方式で使用する13式空挺傘は円形であるのに対し、自由降下では上記のように操縦性能が要求されることから、自由降下傘MC-4はパラフォイルと同様にラムエア式を採用して長方形となっており、熟練した隊員であれば誤差30センチ程度の範囲にピンポイントで降下できる。空挺教育隊に設置されている自由降下課程を修了すると、自由降下の略語である「FF」の文字が入った徽章を着用できるようになるが、これは空挺隊員として最上位の降下技術を持つ証とされている。
パラシュートの開傘は、高高度で行う場合と低高度で行う場合があり、下記のように使い分けられる。

### 高高度降下低高度開傘
パラシュートを低高度で開傘する方式を、高高度降下低高度開傘（High Altitude Low Opening, HALO（））と称する。この方式では、航空機からの跳び出し後、降下距離の95パーセント、時間にして約2分間を自由落下で降下する。その後、1,000–2,000フィート (300–610 m)の高度でパラシュートを開傘する。
この方式では、パラシュートを開いている時間が短いために素早く降着でき、敵に見つかりにくいというメリットがある。またHAHO方式と比べると酸素の所要量も少なくて済むが、一方で自由落下中に受ける風は氷点下62度にもなるため、保温への配慮が必要となる。また開傘前の終端速度は290キロメートル毎時にも達する。なお、パラシュートを開いている時間が短いこともあって、正確に降着地帯に向かうためには風向きを考慮に入れることが重要であり、通常は航空機が風を正面に受けるように飛行した状態で跳び出しを行う。

### 高高度降下高高度開傘
パラシュートを高高度で開傘する方式を、高高度降下高高度開傘（英: High Altitude High Opening、HAHO（））と称する。この方式では、跳び出して数秒の自由落下ののちに開傘して減速し、高高度からパラシュートを操縦しながら降下していく。
使用するパラシュートの違いもあって、自動開傘索方式と比べて、滞空時間は倍以上に延伸できる。HAHO方式に熟練した要員であれば、最高で80分間滑空したままで80キロメートルの距離を移動できることから、敵のレーダー覆域外の航空機から跳び出した場合にも、敵地深くまで侵入することができる。一方、このように長時間かけて長距離を滑空することから、HALO方式よりも多くの酸素が必要となるほか、ハンドヘルドGPSなどで航法を行い、目標地点に向かう風の回廊から外れないように注意する必要がある。

## 登場作品

### 映画
『007 トゥモロー・ネバー・ダイ』
ジェームズ・ボンドが沈没した艦を捜索するために、ベトナム領に降下する。
『GODZILLA ゴジラ』
巨大生物ムートーに奪われた核弾頭を確保するため、主人公のフォードが加わった特殊部隊チームがゴジラとムートーが激しい戦いを繰り広げるサンフランシスコ市街地に降下する。
『ネイビー・シールズ』
テロリストの居場所を知る情報屋の身柄確保のため、他国領内へ潜入する際に行われる。
『ランボー/怒りの脱出』
主人公、ランボーがベトナムに取り残された捕虜を救出するため、タイのアメリカ軍基地から偵察機で出動し、ベトナムのジャングル上空で降下を開始しようとするが、ベルトが絡まり降下不能になる。だが、持参したコンバットナイフでベルトを切り難を逃れる。

### ゲーム
『ARMA 2』
プレイヤーが所属するフォース・リーコンの訓練の一環として行われる。ミッションエディットにおいてもこの要素を再現可能。
『エースコンバット アサルト・ホライゾン』
ミッション11「Hostile Fleet」にて、ハンマー隊（SEALs）とゾイアー隊（スペツナズ）がロシア首相を救出するためにヨットに降下する。
『バトルフィールド3』
GRUの工作員デミトリ・「ディマ」・マヤコフスキーが、アゼルバイジャンでの作戦で降下する。
『メタルギアシリーズ』 　
『メタルギア ゴーストバベル』
敵要塞への潜入時に行う。
『メタルギアソリッド3』
ネイキッド・スネークが敵地への潜入時に行う。なお作中年代は1964年で、これが人類初のHALO降下という設定になっている（MGSシリーズ内の設定においては、この事実は非公式となっている）。
『PLAYERUNKNOWN'S BATTLEGROUNDS』
　降下してプレイを開始するために行う。
『ラチェット&クランク』
ラチェット、レンジャートルーパー、クロック、ゼファーがミッション開始時、および新ステージ到着時に降下することがある。このとき、パラシュートを使用しない。また、作中では「ヘイロージャンプ」と呼ばれている（『ラチェット&クランク FUTURE』のみ）。

### 小説
『GODZILLA 怪獣黙示録』
アメリカ軍第1特殊部隊グループ所属の隊員らが、怪獣出現後に連絡の途絶えたロサンゼルスの上空1万メートルに展開したC-130から行う。
『樹海戦線』
CIA要員であるベトナム系アメリカ人ポール・カイナードが職業情報官訓練中に降下技術を習得。CIAの旧ラオス王国内の秘密拠点から旧北ベトナム領内へ潜入する際に用いる。
『血泥の戦場』
SASに所属するダニー・ブラックとスパット・グローヴァー、ケイトリン・ウォレスがトルコとイラクの国境に潜入する際に用いる。

## その他
- 『beatmaniaIIDX 15 DJ TROOPERS』 - Dr.Honda作曲の『高高度降下低高度開傘』を収録。